# William Quan Judge
William Quan Judge (* 13. April 1851 in Dublin, Irland; † 21. März 1896 in New York City) war ein irisch-US-amerikanischer Rechtsanwalt, Autor von esoterischen Werken, Theosoph und einer der Gründer der Theosophischen Gesellschaft (TG). Nach der ersten Spaltung der TG begründete er die Theosophische Gesellschaft in Amerika (TGinA), deren Präsident er auch wurde.

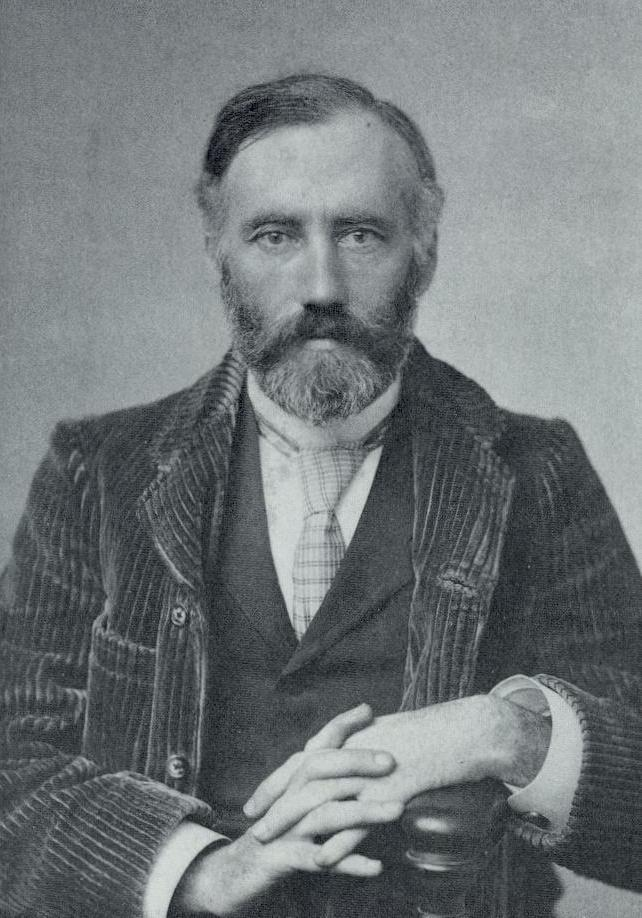
William Quan Judge

## Leben und Wirken

### Kindheit, Jugend und Heirat
William Quan Judge wurde am 13. April 1851 im irischen Dublin als Sohn von Frederic H. Judge und Alice Mary Quan geboren. Von daher leitete sich sein Doppelname „Quan Judge“ her. Noch als Kind verlor er seine Mutter und 1864 emigrierte sein Vater mit insgesamt sechs Kindern in die USA, wo er sich in Brooklyn niederließ. Im jugendlichen Alter verlor Judge auch seinen Vater und begann 1869 in New York Jura zu studieren. Im April 1872 erhielt er die US-amerikanische Staatsbürgerschaft und im Mai dieses Jahres wurde er, nach Abschluss seines Studiums, in New York als Anwalt zugelassen. Diesen Beruf übte er in den folgenden Jahren mit durchschnittlichem Erfolg aus und er brachte ihm daher auch nur bescheidene Erträge ein. 1874 heiratete er die Lehrerin Ella M. Smith; aus der Verbindung mit Smith ging eine Tochter hervor, die jedoch bereits um die Jahreswende 1878/79 an Diphtherie starb. 1893 zog die Familie nach New York um. Smith war strenggläubige Methodistin und lehnte die Theosophie bis zum Tode Judges 1896 ab, dann jedoch änderte sie ihre Einstellung und trat der TG bei.

### Gründung der Theosophischen Gesellschaft
Schon durch seinen Vater, der Kontakte zu den Freimaurern pflegte, war Judge in einem aufgeklärten Geist erzogen worden und interessierte sich für verschiedene Religionen, aber auch esoterische Gedanken weckten seine Neugier. 1874 las er einen Vorabdruck von Henry Steel Olcotts Buch People from the other world und suchte und fand im Anschluss daran Kontakt mit dem Autor und Helena Blavatsky. Judge hatte die Idee, und gab Blavatsky den Anstoß, für eine Gesellschaft zum Studium der Geheimwissenschaften und am 8. September 1875 gründeten Judge, Olcott, Blavatsky u. a. die „Theosophical Society“ (= TS = Theosophische Gesellschaft (TG)). Am 17. November 1875 wurde Olcott auf Vorschlag Judges zum ersten Präsidenten der TG gewählt, Judge selbst wurde Generalsekretär. Die nächsten Jahre brachten neben seiner Tätigkeit für die TG eine intensive Auseinandersetzung mit esoterischen und religiösen Themen, vor allem im Dialog mit Blavatsky und Olcott. Hier holte sich Judge das Rüstzeug für seine spätere schriftstellerische Tätigkeit und die zukünftige Führung der TG in den USA. Nach Judges eigenen Angaben brachte Blavatsky ihn auch in Kontakt mit sogenannten Meistern der Weisheit. Diese „Meister“ sollen sowohl ihm allein, als auch Blavatsky und Olcott erschienen sein und Anweisungen bzw. Hinweise, sowohl mündlich als auch in Form von sogenannten „Meisterbriefen“, gegeben haben. Da diese Aussagen nicht nachprüfbar waren, ist deren Wahrheitsgehalt umstritten.

### Als Rechtsanwalt und Geschäftsmann
Als Blavatsky und Olcott Ende 1878 nach Indien aufbrachen, wollte Judge sie unbedingt begleiten; da dies jedoch seine finanziellen Möglichkeiten bei weitem überstieg, und er auch für seine Frau zu sorgen hatte, musste er in den USA bleiben. In den folgenden Jahren versuchte er durch Spekulation und Beteiligungen an Unternehmen die nötigen Mittel aufzutreiben. Zu diesem Zweck reiste er nach Venezuela, um eine Bleimine aufzuschließen, doch das Vorhaben erwies sich als völliger Fehlschlag. Schlimmer noch, infizierte er sich im Land mit der Chagas-Krankheit, die er zeit seines Lebens nicht mehr loswurde und welche für seinen frühen Tod 1896 verantwortlich war. Auch ein geschäftliches Abenteuer in Mexiko endete mit einem Fiasko. 1883 war Judge wieder zurück in den USA, infolge seiner langen Abwesenheiten war inzwischen seine Anwaltskanzlei in New York bankrottgegangen und hatte er Schulden angehäuft, die er in den folgenden Jahren mühsam abstotterte. Anfang 1885 fand Judge bei einer anderen Anwaltskanzlei in New York Arbeit, und diese Stellung behielt er bis 1894, dann zwang ihn sein schlechter Gesundheitszustand aufzuhören. Bis zu seinem Tod 1896 lebte er von einer Pension der amerikanischen TG.

### Stillstand und Reise nach Indien
Seit der Abreise Olcotts und Blavatskys nach Indien, am 17. Dezember 1878, war Generalmajor Abner Doubleday, ein Veteran aus dem Sezessionskrieg, interimsmäßig Präsident der New Yorker TG geworden. Dieser hatte sich eher von Blavatsky dazu überreden lassen, als dass er für diese Aufgabe qualifiziert gewesen wäre. Durch die häufige Abwesenheit Judges in seiner Funktion als Generalsekretär, fehlte die qualifizierte Führung und die TG in Amerika glich in dieser Zeit einem Torso, es ging nichts weiter. Erst 1883, als Judge seine erfolglosen Geschäfte endgültig aufgab, fand er wieder Zeit für die TG. In diesem Jahr 1883 gründete er die Aryan Theosophical Society of New York, dessen Präsident er auch wurde.
Doch bereits Anfang 1884 bekam er die nötigen Mittel, von wem ist nicht bekannt, um nach Indien zu fahren, mit der Folge, dass die amerikanische TG wieder verwaiste. Über London, hier traf er mit Alfred Percy Sinnett und Francesca Arundale zusammen, reiste er weiter nach Paris, wo er Blavatsky und Olcott begegnete, die auf ihrer Europareise (Februar bis Dezember 1884) dort Station gemacht hatten. Da es in dieser Zeit zu Differenzen zwischen Blavatsky und Emma und Alexis Coulomb, zwei Angestellten der Theosophischen Gesellschaft in Adyar, kam, setzte er, als bevollmächtigter Vertreter Blavatskys, seine Reise nach Indien fort, um dort nach dem Rechten zu sehen. Am 10. August 1884 traf er im Hauptquartier der TG in Adyar ein, beschäftigte sich mit der Angelegenheit, konnte aber die daraus entstehende Coulomb-Affäre nicht verhindern und reiste Anfang Oktober 1884 unverrichteter Dinge nach New York ab. Auf dieser Schiffsreise traf er erstmals mit Albert E. S. Smythe (AES Smythe), dem späteren Generalsekretär der TG in Kanada zusammen.

### Neubeginn und Expansion der TG

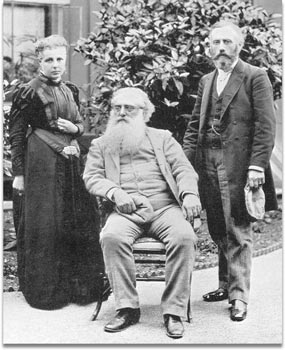
Annie Besant, Henry Steel Olcott und William Quan Judge in London

In diesem Jahr 1884 hatte Henry Steel Olcott, Präsident der TG, von London aus mehrere Kontrollräte ins Leben gerufen, u. a. auch einen für Amerika, welche die Geschicke der einzelnen theosophischen Zweige und Gruppen koordinieren und fördern sollten. Auch die New Yorker TG, mit Judge als Generalsekretär, und die von Judge geleitete Aryan Theosophical Society of New York, waren dem amerikanischen Kontrollrat unterstellt. Dieser Rat, mitsamt seinem Vorsitzenden Elliott Coues, war überaus unbeliebt und als Olcott an den Kontrollrat die Anweisung gab, einen dem Rat unterstellten Vorstand zu wählen, kam es zum Bruch. Die Mitglieder des Kontrollrates beschlossen auf einer Sitzung im Oktober 1886, Coues war dabei nicht anwesend, die Auflösung des Rates und stattdessen die Gründung der Amerikanischen Sektion der TG (ASTG). Alle Gruppen, Zweige und Zentren der TG in Amerika sollten in der ASTG vertreten sein, und die Leitung von einer Person, Generalsekretär und Schatzmeister in einem, ausgeübt werden. William Quan Judge wurde in dieses Amt gewählt und war damit Olcott, dem Präsidenten in Adyar, direkt unterstellt. Olcott akzeptierte einfach die neue Ordnung und Coues, der sich mit der Situation nicht abfinden wollte, wurde im Juni 1889 aus der ASTG ausgeschlossen.
Nun begann Judge, die bestehenden Gruppen fester an die ASTG zu binden und gleichzeitig neues Terrain zu erobern. Die Zeitschrift The Path (Der Pfad), bereits im April 1886 von ihm gegründet, diente nun als offizielles Publikationsorgan der ASTG, warb neue Mitglieder und förderte den Zusammenhalt der gesamten Organisation. Ausgedehnte Reisen mit zahlreichen Vorträgen führten zur Gründung neuer Zweige und Zentren und nach und nach wuchs die Gesellschaft von etwa 12 Logen bei der Gründung im Oktober 1886 auf 101 Logen bis zum 28. April 1895, der Trennung von Adyar.

### Weitere Aufgaben
1888 ernannte Olcott Judge zum Vizepräsidenten der TG, und im selben Jahr wurde er auch von Blavatsky zum Leiter der Esoterischen Sektion (ES) in Amerika ernannt. Nach Blavatskys Tod, am 8. Mai 1891, leitete er, zusammen mit Annie Besant, die gesamte ES. Judge stellte die TG beim Weltparlament der Religionen im Jahr 1893 in Chicago, welche im Rahmen der dort stattfindenden Weltausstellung abgehalten wurde, vor. Alle diese zusätzlichen Tätigkeiten steigerten die Arbeitsbelastung für Judge enorm. Daneben schrieb er, oft unter einem Pseudonym, Artikel für Zeitschriften wie The Path oder Lucifer u. a. und verfasste Bücher. Unter seinen Publikationen ist besonders das 1893 erschienene Werk The Ocean of Theosophy (= Das Meer der Theosophie) hervorzuheben. Es ist eine Zusammenfassung der Geheimlehre Blavatskys und gilt als eine der besten, und verständlichsten, Einführungen in die Theosophie.

### Trennung von Adyar
Durch den Tod Helena Blavatskys am 8. Mai 1891 und vermutlich auch als Folge seiner anstrengenden Reisen, verschlechterte sich der Gesundheitszustand Olcotts. Aus diesem Grund veröffentlichte er seine Absicht, als Präsident der TG in Adyar zurückzutreten. Daraufhin schlugen die ASTG und die Europäische Sektion der TG Judge als Nachfolger vor. Obwohl Olcott offiziell noch nicht zurückgetreten war, war die europäische Sektion irrtümlich der Ansicht, dass ebendies geschehen war und wählten Judge als neuen Präsidenten. Als Olcott davon erfuhr, widerrief er seine Rücktrittsabsicht und blieb weiterhin Präsident. Diese Verwirrungen führten zu gegenseitigem Misstrauen und Anschuldigungen, die das Klima in der TG vergifteten. Zusätzlich verschärft wurde die Situation durch Annie Besant, die mit ihrer hinduistischen Ausrichtung neue Spannungen in die TG brachte und nach und nach an Einfluss gewann. Diese Streitigkeiten gingen als Judge Case in die theosophische Geschichte ein. Am 28. April 1895 erklärte die ASTG ihren Austritt aus der TG und wählte Judge zu ihrem Präsidenten auf Lebenszeit. Nur 26 Logen blieben in der ASTG und damit bei Olcott, 75 Logen gingen mit Judge und begründeten die Theosophical Society in America (= Theosophische Gesellschaft in Amerika (TGinA)). Diese erklärte sich als völlig eigenständig und von der TG in Adyar unabhängig.

## Tod
In den folgenden knapp 11 Monaten konnte Judge die TGinA wieder auf rund 100 Logen erweitern, bis er am 21. März 1896, völlig erschöpft, im 44. Lebensjahr in New York starb. Vor allem die Chagas-Krankheit, aber auch die aufreibende Tätigkeit rund um die Theosophische Gesellschaft, hatten ihren Tribut gefordert. Seine letzten Worte waren: „Bewahrt Ruhe. Haltet aus. Geht behutsam.“ Sein Leichnam wurde am 23. März in einem Krematorium verbrannt. Die Nachfolge bei der TGinA übernahm nach einer umstrittenen Wahl zuerst Ernest T. Hargrove und schließlich Katherine Tingley.

## Werke (Auswahl)
- Das Meer der Theosophie. Lang, Kolbenmoor 2003, ISBN 3-930664-23-2.
- Die Yoga-Aphorismen des Patanjali, Eine Interpretation. Theosophisches Verlagshaus, Leipzig 1924.
- Echos aus dem Orient, Ein allgemeiner Umriss der theosophischen Lehren. Heller, Nürnberg 1906.
- Studien über die Bhagavad-Gita von William Quan Judge. Aus dem Englischen übertragen von Conrad Johann Glückselig. J. Th. Heller, Nürnberg 1905 (Digitalisat)
- Wie erlangt man okkulte Kräfte? Renatus-Verlag, Lorch 1926.
- Practical occultism. From the private letters of William Q. Judge. Theosophical University Press, Pasadena 1951.